# Atomosia geniculata
Atomosia geniculata là một loài ruồi trong họ Asilidae. Atomosia geniculata được Wiedemann miêu tả năm 1821. Loài này phân bố ở vùng Tân nhiệt đới.